# Xavier Fort Subirats
Xavier Fort Subirats   (Tarragona, 25 de novembre de 1937 - 10 de gener de 2025) va ser un sacerdot conegut per la seva tasca d'acompanyament al Serrallo i a l'Hospital Joan XXIII.
Va néixer al carrer Santa Anna de la Part Alta de Tarragona, amb la seva família anaven a la parròquia de la Trinitat, i va entrar al Seminari de Tarragona amb 13 anys. Després d'un breu pas pel col·legi de Montblanc va viatjar com a missioner a les Filipines, el Brasil i Bèlgica. En tornar a Tarragona, va desenvolupar la seva tasca sacerdotal primer al Col·legi Sant Pau i després a la parròquia de la Trinitat.
Des del 1983 va estar al Serrallo, on va ser promotor i va treballar per la consolidació dels Xiquets del Serrallo, que el van nomenar president honorífic. Al Serrallo també va recuperar la processó de la Mare de Déu del Carme. El 1988 va ser agredit a la parròquia, va perdonar l'agressor i va decidir canviar el barri pesquer per l'Hospital Joan XXIII, on acompanyava els pacients que el requerien els darrers dies de vida. Durant més de 30 anys ha estat rector de la parròquia de l'Hospital Joan XXIII i la residència sanitària del mateix nom, on era conegut com l'àngel de la bata blanca.
A principis del 2024 va ser nomenat Fill Predilecte per l'Ajuntament de Tarragona. L'Hospital Joan XXIII li va dedicar una placa.